# Copelatus subdeficiens
Copelatus subdeficiens is een keversoort uit de familie waterroofkevers (Dytiscidae). De wetenschappelijke naam van de soort is voor het eerst geldig gepubliceerd in 1902 door Régimbart.